# Primera División 2013 (Cile)
L'edizione 2013 della Primera División è stata l'82ª edizione del massimo torneo calcistico cileno. Si è svolto nell'arco dell'intero anno solare con la formula dei tornei di Transición, vinti rispettivamente dall'Unión Española (7º titolo).

## Squadre partecipanti
| Club                 | Città                   | Stadio                             |
| -------------------- | ----------------------- | ---------------------------------- |
| Audax Italiano       | La Florida, Santiago    | Estadio Bicentenario de La Florida |
| Cobreloa             | Calama                  | Estadio Municipal de Calama        |
| Cobresal             | El Salvador             | Estadio El Cobre                   |
| Colo-Colo            | Macul, Santiago         | Estadio Monumental David Arellano  |
| Dep. Antofagasta     | Antofagasta             | Estadio Regional de Antofagasta    |
| Dep. Iquique         | Iquique                 | Estadio Tierra de Campeones        |
| Everton              | Viña del Mar            | Estadio Sausalito                  |
| Huachipato           | Talcahuano              | Estadio CAP                        |
| Ñublense             | Chillán                 | Estadio Nelson Oyarzún             |
| O'Higgins            | Rancagua                | Estadio El Teniente                |
| Palestino            | La Cisterna, Santiago   | Estadio Municipal de La Cisterna   |
| Rangers de Talca     | Talca                   | Estadio Fiscal de Talca            |
| San Marcos de Arica  | Arica                   | Estadio Carlos Dittborn            |
| Santiago Wanderers   | Valparaíso              | Estadio Regional Chiledeportes     |
| Unión Española       | Independencia, Santiago | Estadio Santa Laura                |
| Unión La Calera      | La Calera               | Estadio Municipal Nicolás Chahuán  |
| Universidad Católica | Las Condes, Santiago    | Estadio San Carlos de Apoquindo    |
| Universidad de Chile | Ñuñoa, Santiago         | Estadio Nacional de Chile          |

## Torneo Transición
Il torneo di Transición 2013 è iniziato il 25 gennaio 2013 ed è terminato il 2 giugno con la vittoria del Unión Española.

### Classifica
|  | Pos. | Squadra              | Pt | G  | V  | N | P  | GF | GS | DR  |
|  | ---- | -------------------- | -- | -- | -- | - | -- | -- | -- | --- |
|  | 1.   | Unión Española       | 38 | 17 | 12 | 2 | 3  | 32 | 12 | +20 |
|  | 2.   | Universidad Católica | 38 | 17 | 12 | 2 | 3  | 36 | 19 | +17 |
|  | 3.   | Cobreloa             | 34 | 17 | 9  | 7 | 1  | 33 | 18 | +15 |
|  | 4.   | O'Higgins            | 31 | 17 | 9  | 4 | 4  | 28 | 19 | +9  |
|  | 5.   | Universidad de Chile | 30 | 17 | 9  | 3 | 5  | 37 | 29 | +8  |
|  | 6.   | Everton              | 27 | 17 | 8  | 3 | 6  | 25 | 24 | +1  |
|  | 7.   | Unión La Calera      | 26 | 17 | 8  | 2 | 7  | 25 | 26 | -1  |
|  | 8.   | Rangers de Talca     | 24 | 17 | 6  | 6 | 5  | 25 | 22 | +3  |
|  | 9.   | Santiago Wanderers   | 23 | 17 | 7  | 2 | 8  | 22 | 28 | -6  |
|  | 10.  | Colo-Colo            | 21 | 17 | 6  | 3 | 8  | 26 | 27 | -1  |
|  | 11.  | Palestino            | 20 | 17 | 5  | 5 | 7  | 20 | 23 | -3  |
|  | 12.  | Ñublense             | 20 | 17 | 5  | 5 | 7  | 20 | 26 | -6  |
|  | 13.  | Dep. Antofagasta     | 19 | 17 | 5  | 4 | 8  | 31 | 34 | -3  |
|  | 14.  | Audax Italiano       | 19 | 17 | 5  | 4 | 8  | 24 | 29 | -5  |
|  | 15.  | Huachipato           | 19 | 17 | 5  | 4 | 8  | 24 | 31 | -7  |
|  | 16.  | Dep. Iquique         | 13 | 17 | 3  | 4 | 10 | 14 | 25 | -11 |
|  | 17.  | San Marcos de Arica  | 12 | 17 | 2  | 6 | 9  | 19 | 34 | -15 |
|  | 18.  | Cobresal             | 11 | 17 | 3  | 2 | 12 | 22 | 37 | -15 |

|  | Campione. Qualificata alla Coppa Libertadores 2014 |
|  | Qualificata per la Copa Sudamericana 2013          |
|  | Qualificata per la Liguilla de Promoción           |
|  | Retrocessa in Primera B                            |

### Classifica marcatori
Fonte: 
| Gol |  |  | Giocatore          | Squadra              |
| --- |  |  | ------------------ | -------------------- |
| 14  |  |  | Javier Elizondo    | Dep. Antofagasta     |
| 14  |  |  | Sebastián Sáez     | Audax Italiano       |
| 11  |  |  | Sebastián Pol      | Cobreloa             |
| 9   |  |  | Carlos Muñoz       | Colo-Colo            |
| 8   |  |  | Ismael Sosa        | Universidad Católica |
| 8   |  |  | Isaac Díaz         | Universidad de Chile |
| 8   |  |  | Patricio Rubio     | Unión Española       |
| 7   |  |  | Javier Grbec       | Ñublense             |
| 7   |  |  | Pablo Calandria    | O'Higgins            |
| 6   |  |  | Manuel Villalobos  | Dep. Iquique         |
| 6   |  |  | Juan Ignacio Duma  | Universidad de Chile |
| 6   |  |  | Sebastián Ubilla   | Universidad de Chile |
| 6   |  |  | Leandro Benegas    | Unión La Calera      |
| 6   |  |  | Gustavo Canales    | Unión Española       |
| 6   |  |  | Matías Donoso      | Santiago Wanderers   |
| 5   |  |  | Daniel Arismendi   | Dep. Antofagasta     |
| 5   |  |  | Francisco Pizarro  | Cobreloa             |
| 5   |  |  | Ever Cantero       | Cobresal             |
| 5   |  |  | José Luis Muñoz    | Everton              |
| 5   |  |  | Nicolás Núñez      | Huachipato           |
| 5   |  |  | Braian Rodríguez   | Huachipato           |
| 5   |  |  | Maximiliano Bajter | Unión La Calera      |
| 5   |  |  | Carlos Bueno       | Universidad Católica |

### Playoff promozione/retrocessione

#### Andata
| Curicó 29 maggio 2013 | Curicó Unido | 0 – 0 | Cobresal |  |

#### Ritorno
| El Salvador 2 giugno 2013 | Cobresal | 3 – 0 | Curicó Unido |  |

### Verdetti
- Qualificate alla Coppa Libertadores 2014:

 Unión Española - Campione Torneo Transición
- Retrocesse in Primera B:

 San Marcos de Arica